# Робур-Завоеватель
«Робур-Завоеватель» (фр. Robur le Conquérant) — научно-фантастический роман французского писателя Жюля Верна. Впервые опубликован в 1886 году. Иллюстрации Леона Бенета.

## Сюжет
События начинаются со странных явлений, когда многие жители как в Старом, так и в Новом Свете слышат ночью мелодии, которые раздаются прямо с неба.
Однажды во многих возвышенных труднодоступных точках Земли (горные вершины и верхушки высотных зданий) появляются странные флаги. Никто не может понять, чьи это флаги и каким образом их туда доставили. Выясняется, что гениальный изобретатель Робур тайно сконструировал мультикоптер тяжелее воздуха, похожий на корабль. Размещением флагов он заявил о начале «завоевания воздушного пространства». Робур приходит на заседание Уэлдонского ученого общества (Пенсильвания) и заявляет о несостоятельности покорения воздушного пространства при помощи воздушных шаров.
Американское общество аэронавтов (любителей путешествий на воздушных шарах) отрицает существование аппарата Робура, не верит в перспективу авиации. На заседании общества происходит яростный спор между Робуром и сторонниками воздушных шаров, который чуть не перерастает в столкновение. Лишь поспешный уход, больше похожий на бегство, возмутителя спокойствия предотвращает дальнейшее развитие конфликта.
Тогда Робур похищает нескольких членов: председателя Уэлдонского ученого общества Прудента, секретаря Фила Эванса и слугу Фриколлина и, поместив их на своём аппарате «Альбатрос» в качестве гостей-пленников, совершает с ними кругосветное путешествие. Путешественники пролетают над Канадой, канадскими городами Монреалем, Оттавой, Соединенными Штатами Америки с востока на запад, затем над Тихим океаном, над дальневосточной частью России, Японией, Китаем, над китайской столицей Пекином, преодолевают Гималаи, затем пролетают над Индией, Афганистаном, который Жюль Верн называет «Кабулистаном», Персией, Каспийским морем, европейской частью России, Москвой, Санкт-Петербургом, Швецией, Норвегией, Северным морем, Францией, французской столицей Парижем, Италией, итальянской столицей Римом, Алжиром, пустыней Сахара, Тимбукту, Дагомеей, где герои романа спасают местных жителей от жертвоприношения в честь смерти туземного царя, Атлантическим океаном, Патагонией, Магелланией, а затем ураган подхватывает воздушный корабль и проносит его над Антарктидой.
Прудент, Эванс и Фриколлин, воспользовавшись тем, что команда занята ремонтом «Альбатроса», совершают побег с воздушного аппарата, спустившись по канату на остров Чатам, предварительно заложив в каюте динамит. Воздушный корабль гибнет от взрыва в Тихом океане. Прудент и его спутники оказываются в гостях у туземцев острова, которые оказывают им почетный прием, а затем, благодаря случайно прибывшему к острову кораблю, через Окленд возвращаются на Родину. В США герои начинают подготовку к испытаниям самого крупного аэростата «Вперед». В день когда аэростат с Прудентом и Эвансом на борту поднимается в небо, вновь появляется «Альбатрос». Оказывается, что Робур и его команда, после крушения своего воздушного корабля, спаслись на лодке. Их подобрал корабль и привез в Австралию. Впоследствии Робур прибыл на тайный остров Икс, где расположилась основанная им колония, и воссоздал «Альбатрос». В завершении романа Робур демонстрирует преимущества своего летательного аппарата и триумф своего гения.
В романе образ Робура неоднозначен. С одной стороны он предстает жестким человеком, действующим по праву сильного, похищает членов ученого клуба, не дает им свободу, одержим местью после гибели «Альбатроса». С другой стороны, спасает пленников в Дагомее и потерпевших кораблекрушение в Тихом океане.

## Экранизация
В 1961 году в США режиссёром Уильямом Уитни был снят приключенческий фильм «Властелин мира» (Master of the World), представлявший собой вольную экранизацию как «Робура-завоевателя», так и более позднего романа Жюля Верна «Властелин мира» (1904). Сюжет обоих произведений был значительно сокращен сценаристами, в частности, опущены события, связанные с полетом над Россией, Антарктидой, Ниагарским водопадом и пр. Вместо этого в состав вынужденных гостей «Альбатроса» введены дочь Прудента Дороти, её жених-воздухоплаватель и персонаж из второго романа — американский сыщик Джон Строк, роль которого исполнил Чарльз Бронсон. В главной роли снялся Винсент Прайс.